# 마쓰다이라 노리스케
마쓰다이라 노리스케(일본어: 松平乗祐, 1715년 10월 26일 ~ 1769년 10월 3일)는 에도 시대 중기의 다이묘이다. 시모사 사쿠라번 제2대 번주, 데와 야마가타번주, 미카와 니시오 번주를 지냈다. 에도 막부에선 오사카성대를 역임하였다. 오규 마쓰다이라 종가 제11대 당주. 아명은 겐지로(源次郎).
쇼토쿠 5년(1715년) 9월 29일, 마쓰다이라 노리사토의 둘째 아들로 태어났다. 형 오키노리(意乗)는 일찍 사망하였고, 아버지 노리사토가 로주직에서 파면되면서 은거, 근신 처분을 받았기 때문에, 엔쿄 2년(1745년), 오규 마쓰다이라 가의 6만 석 영지를 상속받았다. 그러나 결국 노리스케의 가문은 처벌을 받아, 이듬해 사쿠라에서 야마가타로 징벌조의 영지교체를 당했다.
호레키 10년(1760년)에 소샤반 겸 지샤부교에 임명되었고, 메이와 원년(1764년)에는 오사카성대가 되었다. 같은 해 니시오로 전봉되었는데, 니시오 지역에 땅이 2만 7천 석밖에 없었기 때문에, 나머지 분량은 에치젠국 내에 원격지로서 영지를 갖게 되었다. 메이와 6년(1769년) 9월 4일, 55세의 나이로 사망하였다. 맏아들 마쓰다이라 노리타카는 일찍 사망하였으므로, 다섯째 아들인 마쓰다이라 노리사다가 그 뒤를 이었다.
| 전임 마쓰다이라 노리사토 | 제11대 오규 마쓰다이라 종가 당주 1745년 ~ 1769년 | 후임 마쓰다이라 노리사다 |

| 전임 마쓰다이라 노리사토 | 제2대 사쿠라번 번주 (오규 마쓰다이라가) 1745년 ~ 1746년 | 후임 홋타 마사스케 |

| 전임 홋타 마사스케 | 야마가타번 번주 (오규 마쓰다이라가) 1746년 ~ 1764년 | 후임 아키모토 스케토모 |

| 전임 미우라 아키쓰구 | 제1대 니시오 번 번주 (오규 마쓰다이라 종가) 1764년 ~ 1769년 | 후임 마쓰다이라 노리사다 |

| 전임 아베 마사치카 | 제38대 오사카 조다이 1764년 ~ 1769년 | 후임 구제 히로아키라 |